# مجاهد کامران
مجاهد کامران (انگلیسی: Mujahid_Kamran؛ زاده ۲۳ ژانویهٔ ۱۹۵۱) یک دانشمند اهل Pakistani است.